# (38056) 1999 BZ10
1999 بي زد 10 (ويعرف أيضًا باسم (38056) 1999 بي زد 10 وفق تسمية الكوكب الصغير) (بالإنجليزية: 1999 BZ10)‏ هو كويكب ضمن حزام الكويكبات؛ وترتيبه 38056 من حيث الاكتشاف.
اكتُشف هذا الجُرم الفلكي بواسطة OCA–DLR Asteroid Survey ‏ في 20 يناير 1999.

## وصلات خارجية
- (38056) 1999 BZ10 في قاعدة بيانات مختبر الدفع النفاث لأجرام النظام الشمسي الصغيرة

- الاكتشاف · مخطط المدار ·  العناصر المدارية · المعلمات المادية

- (38056) 1999 BZ10 على موقع ويكي سكاي: DSS2, SDSS, GALEX, IRAS, Hydrogen α, X-Ray, Astrophoto, Sky Map, Articles and images